# Kefersteinia wercklei
Kefersteinia wercklei är en orkidéart som beskrevs av Rudolf Schlechter. Kefersteinia wercklei ingår i släktet Kefersteinia och familjen orkidéer. Inga underarter finns listade i Catalogue of Life.